# Charlotte Hornets 2000-2001
La stagione 2000-01 dei Charlotte Hornets fu la 13ª nella NBA per la franchigia.
I Charlotte Hornets arrivarono terzi nella Central Division della Eastern Conference con un record di 46-36. Nei play-off vinsero il primo turno con i Miami Heat (3-0), perdendo poi la semifinale di conference con i Milwaukee Bucks (4-3).

## Roster
| N° | Naz.                   | Ruolo | Sportivo          | Anno | Alt. | Peso |
| -- | ---------------------- | ----- | ----------------- | ---- | ---- | ---- |
| 1  | Stati Uniti (bandiera) | G     | Baron Davis       | 1979 | 191  | 95   |
| 2  | Stati Uniti (bandiera) | GA    | Scott Burrell     | 1971 | 201  | 99   |
| 3  | Stati Uniti (bandiera) | G     | Eldridge Recasner | 1967 | 191  | 86   |
| 4  | Stati Uniti (bandiera) | G     | David Wesley      | 1970 | 183  | 86   |
| 5  | Stati Uniti (bandiera) | C     | Elden Campbell    | 1968 | 211  | 98   |
| 8  | Stati Uniti (bandiera) | A     | Terrance Roberson | 1976 | 201  | 98   |
| 9  | Stati Uniti (bandiera) | G     | Doug Overton      | 1969 | 191  | 86   |
| 21 | Canada (bandiera)      | C     | Jamaal Magloire   | 1978 | 211  | 117  |
| 24 | Stati Uniti (bandiera) | A     | Jamal Mashburn    | 1972 | 203  | 109  |
| 25 | Stati Uniti (bandiera) | A     | Tim James         | 1976 | 201  | 96   |
| 32 | Stati Uniti (bandiera) | GA    | Eddie Robinson    | 1976 | 203  | 95   |
| 33 | Stati Uniti (bandiera) | G     | Hersey Hawkins    | 1966 | 191  | 86   |
| 42 | Stati Uniti (bandiera) | AC    | P.J. Brown        | 1969 | 211  | 102  |
| 44 | Stati Uniti (bandiera) | A     | Derrick Coleman   | 1967 | 208  | 104  |
| 52 | Stati Uniti (bandiera) | AC    | Otis Thorpe       | 1962 | 206  | 102  |
| 54 | Stati Uniti (bandiera) | A     | Lee Nailon        | 1975 | 206  | 108  |

## Staff tecnico
- Allenatore: Paul Silas
- Vice-allenatori: Lee Rose, Jerry Eaves, Stephen Silas